# 경숙옹주 (성종)
경숙옹주(敬淑翁主, 1483년 9월 19일( 음력 8월 9일 ~ ?)는 조선의 옹주로 조선 제9대 임금 성종(成宗, 1457~1494, 재위 1469~1495)의 6녀이자 서5녀이며, 어머니는 명빈 김씨이다. 여천위(驪川尉) 민자방(閔子芳)과 혼인하여 1남을 얻었다. 경숙군주(敬淑郡主)라고도 한다. 선조의 후궁 정빈 민씨의 증조모이기도 하다.
당시 묘소는 경기도 富平 鵲洞에 마련되었다

## 가족 관계
친정 전주 이씨(全州 李氏) 
- 조부 : 추존 덕종대왕(德宗大王, 1438~1457)
- 조모 : 소혜왕후 청주 한씨(昭惠王后 淸州 韓氏, 1437~1504)
  - 아버지 : 제9대 성종대왕(成宗大王, 1457~1494, 재위 1469~1495)
  - 어머니 : 폐비 윤씨(廢妃 尹氏, 1455~1482)
    - 이복오빠 : 제10대 연산군(燕山君, 1476~ 1506, 재위 1494~1506)

  - 어머니 : 정현왕후 파평 윤씨(貞顯王后 坡平尹氏, 1462~1530)
    - 이복동생 : 제11대 중종대왕(中宗大王, 1488~1544, 재위 1506~1544)
- 외조부 : 효소공 김작(孝昭公 金碏 1427~1488)
  - 어머니 : 명빈 김씨 (성종) 안동 김씨(明嬪 安東 金氏)
    - 언니 : 휘숙옹주(徽淑翁主, 생몰년 미상)
    - 동생 : 휘정옹주(徽靜翁主, 생몰년 미상)
    - 동생 : 무산군 종(茂山君 悰, 1490~1525)

시가 여흥 민씨(驪興 閔氏)
- 시아버지 : 영유현령 민종원(永柔縣令 閔宗元)
  - 부마 : 여천위 민자방(驪川尉 閔子芳)
    - 아들 : 군수(郡守) 증 참판(贈 參判) 민희열(閔希說, 1510 ~ ?)
    - 며느리 : 전주 이씨 - 사과(司果) 이의번(李義蕃)의 딸 
      - 손자 : 증 승지(贈 承旨) 민홍준(閔弘俊, 1528 ~ ?)
      - 손자 : 진사(進士) 민의준(閔毅俊)
      - 손자 : 부사(府使) 민사준(閔士俊, 1537 ~ ?)
      - 손자 며느리 : 신창 맹씨 - 맹익선(孟益善)의 딸 
        - 증손녀 : 정빈 민씨(靜嬪 閔氏, 1567 ~ 1626) - 14대 선조의 후궁

      - 손자 : 현감(縣監) 민정준(閔廷俊, 1542 ~ ?)
      - 손녀 : 민전향(閔荃香, 1530 ~ ?)[2]
      - 손녀 : 민옥향(閔玉香, 1538 ~ ?)
      - 손녀 : 민연향(閔蓮香, 1540 ~ ?)[3]
      - 손녀 : 민종향(閔終香, 1545 ~ ?)

    - 며느리(측실) : 미상
      - 서손녀 : 부사(府使) 이지(李芝)에게 출가